# Sam Graves
Samuel Bruce Graves Jr., detto Sam (Tarkio, 7 novembre 1963), è un politico statunitense, membro della Camera dei Rappresentanti per lo stato del Missouri dal 2001.

## Biografia
Allievo dell'Università del Missouri, Graves fu eletto come repubblicano alla Camera dei rappresentanti del Missouri nel 1992 e dopo un solo mandato conquistò un seggio al Senato di stato.
Nel 2000 la deputata democratica Pat Danner annunciò di non voler cercare la rielezione dopo aver scoperto di essere affetta da un cancro al seno. Graves si candidò per il seggio congressuale della Danner e il suo avversario fu proprio il figlio della donna, Steve. Graves riuscì a vincere la sfida con il 51% dei voti.
Negli anni successivi venne sempre rieletto senza troppi ostacoli, eccetto che nel 2008, quando fu coinvolto in una competizione piuttosto accesa con la democratica Kay Barnes, sindaco di Kansas City. Alla fine però Graves prevalse sulla Barnes e venne riconfermato.
Il fratello di Graves, Todd, è un ex procuratore federale.